# Municipio de Salvatierra
El municipio de Salvatierra es uno de los 46 municipios del estado mexicano de Guanajuato. Su cabecera es la localidad de Salvatierra.

## Historia
En 1644 Andrés de Alderete funda la población de San Andrés de Salvatierra, mediante una ordenanza concedida por el virrey García Sarmiento de Sotomayor, Conde de Salvatierra. El 26 de noviembre de 1705 se constituye la jurisdicción de Salvatierra, la cual es agregada a la alcaldía mayor de Celaya en 1748.
Durante la Independencia de México Salvatierra recibió por un día a las fuerzas del líder insurgente Miguel Hidalgo el 12 de octubre de 1810. Posteriormente, el 16 de abril de 1813 ocurrió la batalla del Puente de Batanes entre el general insurgente Ramón López Rayón y el comandante realista Agustín de Iturbide.
En 1826 se proclama la primera constitución del Estado de Guanajuato, la cual contemplaba a Salvatierra como uno de los 17 partidos que integraban la entidad. Al año siguiente el partido de Salvatierra fue asignado al departamento de Celaya. En 1856 la Hacienda de la Cañada y la Hacienda San Isidro de Culiacán son desincorporadas de Salvatierra para integrar el Partido de Amoles.
Durante la Segunda intervención francesa, Salvatierra es transformada en una subprefectura del departamento de Querétaro. En 1867 el general republicano Manuel García Pueblita derrota al ejército francés en la segunda batalla de Puente de Batanes.

## Geografía
El municipio de Salvatierra limita al norte con los municipios de Cortazar y Jaral del Progreso; al sur con el estado de Michoacán; al este con los municipios de Acámbaro y Tarimoro; y al oeste con los municipios de Yuriria y Santiago Maravatío. Su clima es semicálido subhúmedo con lluvias en verano. La temperatura promedio es de 14 a 20 grados y la precipitación anual promedio es de 700 a 800 milímetros de lluvia. Pertenece a la región hidrológica del río Lerma-Santiago.

## Demografía

### Localidades
En el censo de 2020 el municipio de Salvatierra contaba con 96 localidades.
| Código INEGI      | Localidad                          | Población (2020) |
| ----------------- | ---------------------------------- | ---------------- |
| 110280001         | Salvatierra                        | 35 401           |
| 110280064         | Urireo                             | 9 383            |
| 110280058         | San Nicolás de los Agustinos       | 6 753            |
| 110280060         | San Pedro de los Naranjos          | 4 440            |
| 110280048         | El Sabino                          | 4 075            |
| 110280031         | Maravatío del Encinal              | 3 308            |
| 110280013         | Cupareo                            | 1 868            |
| 110280033         | Ojo de Agua de Ballesteros         | 1 760            |
| 110280025         | Santo Tomás Huatzindeo             | 1 710            |
| 110280014         | San Miguel Eménguaro               | 1 606            |
| 110280007         | La Calera                          | 1 239            |
| 110280010         | El Capulín                         | 1 209            |
| 110280059         | San Pablo Pejo                     | 1 176            |
| 110280018         | La Estancia de San José del Carmen | 1 141            |
| 110280046         | El Salvador                        | 1 025            |
| 110280050         | San Antonio Eménguaro              | 1 020            |
| 110280029         | La Luz                             | 1 017            |
| Otras localidades | Otras localidades                  | 15 995           |
| Total municipal   | Total municipal                    | 94 126           |